# Сан-Херонимо де Котальба
Монастырь Сан Херонимо де Котальба (вал. Sant Jeroni de Cotalba, исп. San Jerónimo de Cotalba) — монастырь, основанный в 1388 году. Здание монастыря, построенное между XIV и XVIII веками, расположено в муниципалитете Альфауир провинции Валенсия, в 8 км от муниципалитета Гандиа.
Этот монастырь — одно из самых известных монастырских зданий Валенсийского сообщества. Так как его строительство охватывает значительный временной период — с XIV по XVIII века, то здание отличается стилистическим разнообразием, охватывая пять различных стилей: мудехар, готика, архитектура эпохи Возрождения, барокко и неоклассицизм.
В 1388 году герцог Альфонсо де Арагон и Вейя поощрил строительство монастыря. Ответственным за организацию строительства, согласно летописи, являлся Пере Марк (исп. Pere March), отец поэта Аузиаса Марка. В этом монастыре также покоятся останки двух жен Аузиаса Марка.
В XVI веке монастырь получил защиту семьи Борджиа, которая расширила монастырь. Легенда гласит, что в обители проповедовал католический святой Викентий Феррер. Одним из монахов монастыря был художник эпохи Возрождения Николас Боррас (исп. Nicolás Borrás).
С мая 2005 года монастырь открыт для посещений.
- Нижняя крытая галерея, выполненная в стиле готика и мудехар
- Готическая лестница (Пламенеющая готика)
- Готический саркофаг